# Eduardo Neto
Eduardo da Silva Nascimento Neto (sinh ngày 24 tháng 10 năm 1988 ở Salvador, Bahia), còn được biết với tên Eduardo Neto, là một cầu thủ bóng đá người Brasil thi đấu cho Kawasaki Frontale ở vị trí trung vệ hay tiền vệ phòng ngự.

## Sự nghiệp câu lạc bộ
Ngày 21 tháng 6 năm 2010, trung vệ Brasil rời câu lạc bộ Villa Rio và ký hợp đồng với câu lạc bộ Bồ Đào Nha Braga.
Ngày 13 tháng 1 năm 2011, Eduardo Neto gia nhập Vitória theo dạng cho mượn đến hết mùa giải.

## Danh hiệu
- Botafogo
  - Taça Rio: 2008
  - Taca Guanabara: 2009